# Silphium perfoliatum

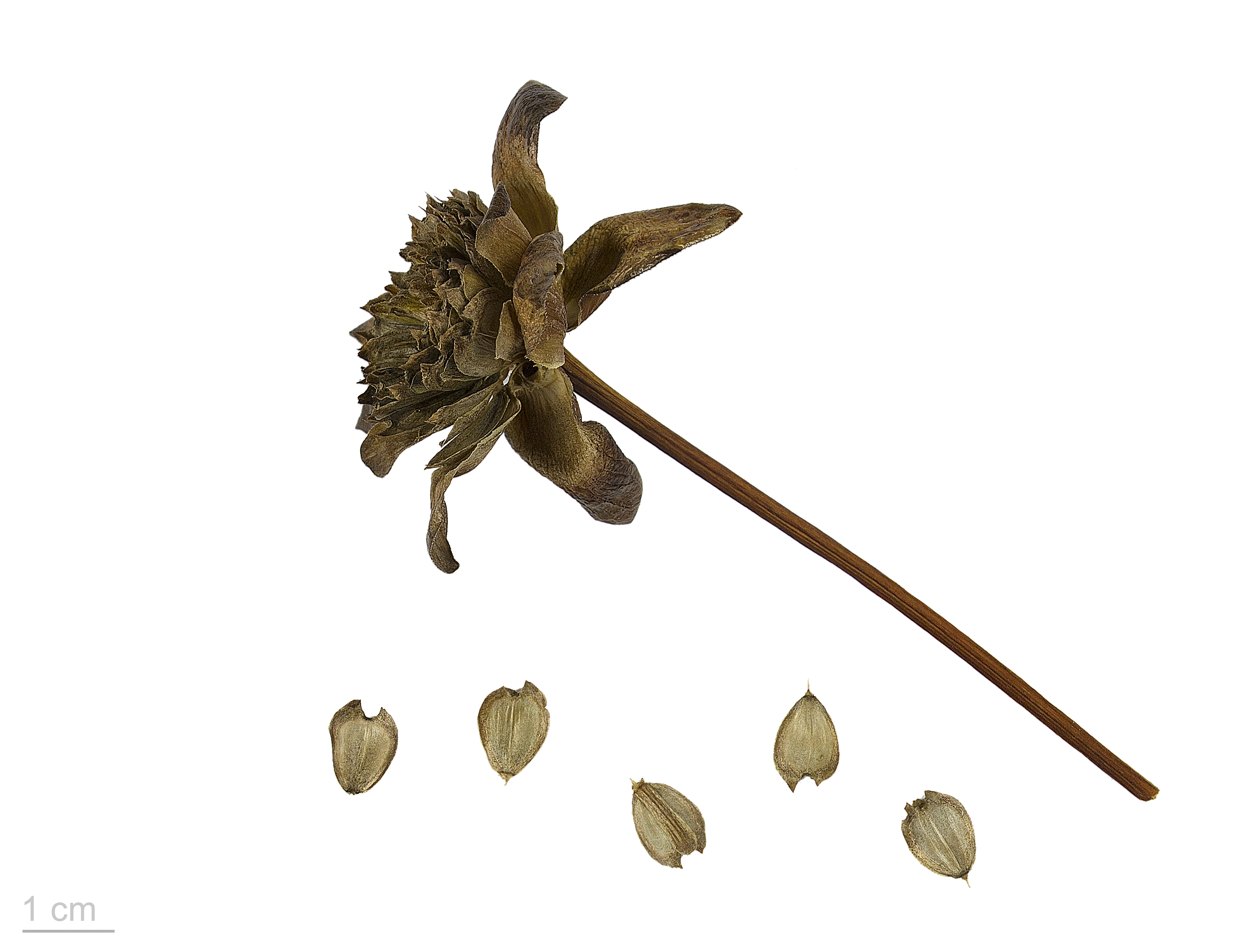
Silphium perfoliatum

Silphium perfoliatum là một loài thực vật có hoa trong họ Cúc. Loài này được L. miêu tả khoa học đầu tiên năm 1759.